# Марина ди Бибона (Ливорно)
Марина ди Бибона је насеље у Италији у округу Ливорно, региону Тоскана.
Према процени из 2011. у насељу је живело 97 становника. Насеље се налази на надморској висини од 4 м.